# هوغو كورو
هوغو كورو (بالإسبانية: Hugo Corro)‏ مواليد 5 نوفمبر 1953 - الوفاة 15 يونيو 2007 في مندوزا، كان ملاكم أرجنتيني سابق صنّف ضمن فئة الوزن المتوسط.

## إحصائيات
خاض خلال مسيرته 59 نزالا، فاز في 50 وتعادل في 2 وخسر في 7. فاز بالضربة القاضية في 26 نزالا.

## روابط خارجية
- هوغو كورو على موقع بوكس ريك (الإنجليزية) (registration required)